# Skarb z kurhanu w Kamenicy
Skarb z kurhanu w Kamenicy – skarb, który towarzyszył pochówkowi trackiego wodza, datowany na I w. n.e. Został znaleziony w kurhanie we współczesnej dzielnicy Kamenica w Płowdiwie, w Bułgarii.
Odkrycie grobowca nastąpiło w 1905 roku. Badaniami archeologicznymi kierował ówczesny dyrektor biblioteki i muzeum w Płowdiwie, Boris Djakowicz. 

## Pochówek
Osoba pochowana w grobowcu prawdopodobnie służyła w armii rzymskiej.

## Kontekst: Trakowie w I w. n.e.
Królestwo Odrysów zostało zaatakowane przez Republikę Rzymską pod koniec I wieku p.n.e., a jego rdzenne ziemie stały się państewkami klientelnymi Rzymu. Rzymianie umiejętnie wykorzystywali antagonizmy pomiędzy rodami dla własnych korzyści. Ostatecznie, państwa klienckie zostały zlikwidowane i przekształcone w dwie rzymskie prowincje: Tracja i Mezja w latach 45–46 n.e. Tę ostatnią podzielono w roku 86 n.e. na Mezję Dolną (Moesia Inferior) oraz Mezję Górną (Moesia Superior).
Rok 46 n.e. uznaje się za rok końca trackiej niepodległości.
Trackie elity na służbie Rzymu pełniły rolę lokalnych gubernatorów, odpowiedzialnych za sprawy ekonomiczne i wojskowe – mimo utraty podmiotowości państwowej, lokalna arystokracja zachowała swój status.

## Przedmioty znalezione w grobowcu

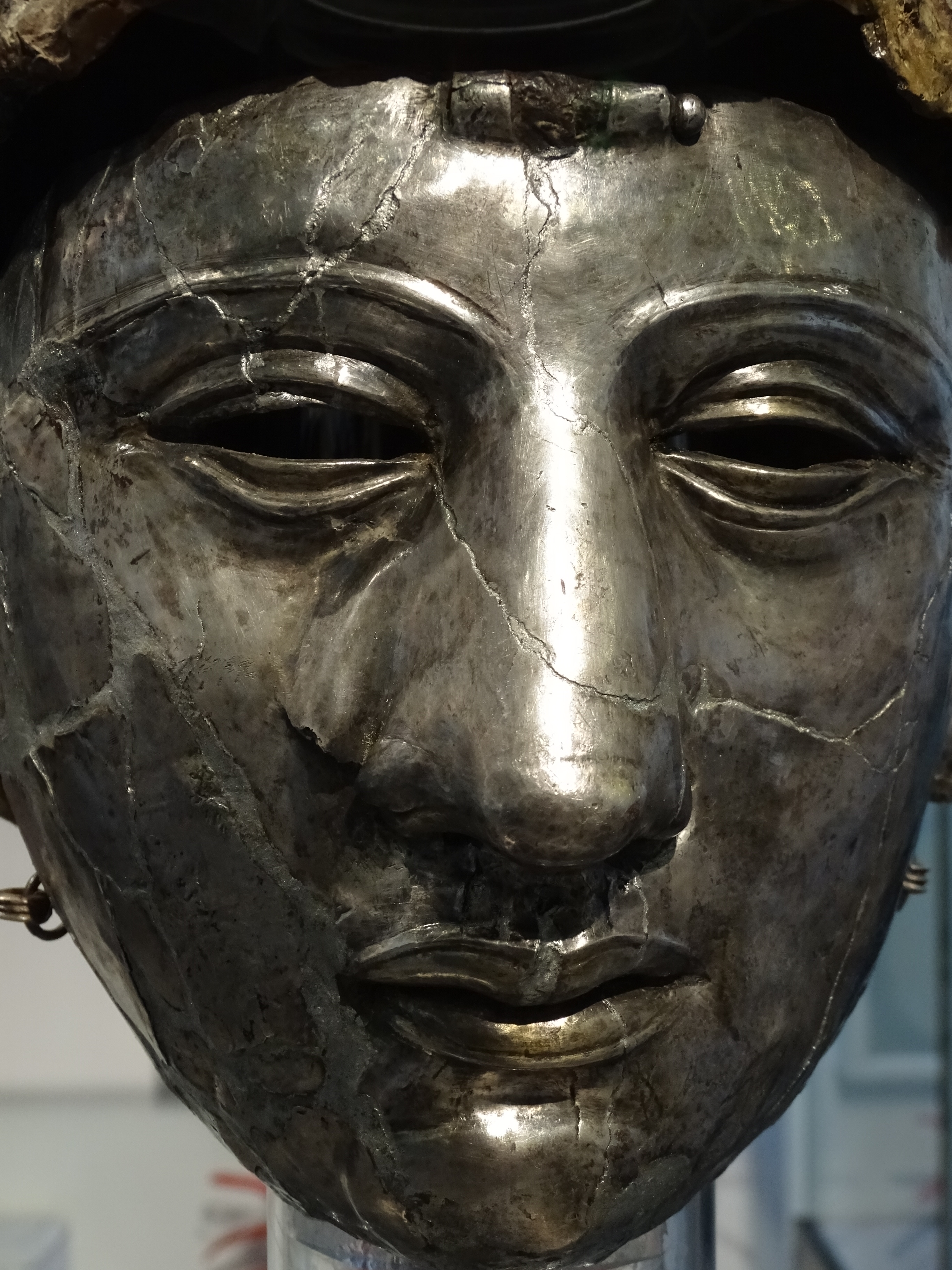
Maska – zbliżenie

W grobowcu znaleziono srebrną maskę-hełm, posiadającą wysokie wartości portretowe. Rysy trackiego wojownika przedstawione na masce nie mają cech idealizowania ani nawiązań do kanonów obowiązujących przy portretowaniu rzymskich żołnierzy.
Maska może pochodzić z trackiego warsztatu; jej wykonanie stoi na wysokim technicznie poziomie. Maska ma 22 cm wysokości. W płowdiwskim muzeum jest przechowywana pod numerem inwentarzowym 19; była restaurowana w latach 70. XX wieku.
Oprócz maski, w grobowcu znaleziono także wieńce laurowe, srebrne i brązowe naczynia, a także dwa złote pierścienie.

## Kradzież maski
Maska została ukradziona z płowdiwskiego muzeum w kwietniu 1995 roku. Do kradzieży doszło w niedzielę, kiedy muzeum było zamknięte. Złodzieje obezwładnili strażnika i rozbili gablotę, w której przechowywana była maska. Policja dotarła na miejsce w kilka minut po uruchomieniu alarmu, jednak nie zastała złodziei.
Kradzież maski miała ukierunkowany charakter – oprócz maski, złodzieje nie zabrali ze sobą żadnych innych przedmiotów znajdujących się w tej samej gablocie.
Maska została odzyskana 20 lat później, w kwietniu 2015 roku. Policja nie przekazała żadnych szczegółów co do okoliczności odzyskania przedmiotu. Po odzyskaniu, maska wymagała napraw konserwatorskich. 
Doniesienia medialne z 2016 roku podawały kwotę 2–3 milionów euro jako orientacyjną rynkową wartość zabytku.

## Wystawy w Bułgarii, w Polsce i na świecie
Skarb jest przechowywany w Muzeum Archeologicznym w Płowdiwie.
W Polsce srebrna maska była prezentowana w dniach 8 września – 24 października 1976 w Muzeum Archeologicznym w Warszawie. Wystawa pod tytułem Skarby Traków: kultura i sztuka Traków na ziemiach bułgarskich odbyła się w siedzibie muzeum, w budynku Arsenału. Na wystawie prezentowane były m.in. skarb panagiurski i skarb wyłczitryński.
Maska i brązowe naczynia ze skarbu były prezentowane w Getty Museum w Los Angeles na przełomie 2024 i 2025 roku.